# 麻籠縣
麻籠縣，是明代交阯承宣布政使司下轄的一個縣，治所可能在今越南山西省從善縣。

## 沿革
- 永樂五年（1407年）六月癸未置，屬廣威直隸州領[3][4][5][6][7]。
- 永樂八年秋七月己卯，設麻籠縣稅課局[8]。
- 永樂八年十二月己亥，設麻籠縣真那社巡檢司[9]。
- 永樂十三年八月丁亥，革麻籠縣稅課局[10]。
- 永樂十四年五月丙午，設麻籠縣醫學、儒學[11]。
- 永樂十六年三月丁巳，（再）設麻籠縣儒學[12]。